# Сильвестр Белькевич
Сильве́стр (Бельке́вич) († 1568) — Митрополит Київський, Галицький і всієї Руси.
Сильвестр (Белькевич або Велькевич Стефан Андрійович) походив зі світської родини. За короля Сигізмунда служив королівським скарбником і ключником у місті Вільному.
Після смерті настоятеля Віленського Свято-Троїцького монастиря архімандрита Олексія випросив собі у короля цей монастир в управління.
10 липня 1551 року виклопотав у короля нову грамоту, за якою король віддавав йому Київську митрополію, після смерті митрополита Макарія.
Через п'ять років помер митрополит Макарій, і Стефан (Сильвестр) був оголошений митрополитом, хоча залишався в світському званні й носив мирський одяг.
30 вересня 1556 року Стефан, який встиг прийняти чернецтво з ім'ям Сильвестр, не проходячи нижчих ступенів церковного служіння, відразу зайняв кафедру митрополита. Архієрей був малоосвіченим, ледве вмів читати, проте ревно боровся за православ'я.
1558 року власними зусиллями, а не за наказом короля, скликав у Вільному собор для затвердження віри і закону християнського. Його повчання новопоставленому священику і грамота про монастир (2 липня 1564 року) за своїм змістом привертають до себе увагу.
При ньому 1570 року у Львові було перекладено з єврейської на слов'яно-руську мову «Старий Завіт», зі слов'янської на українську мову — «Псалтир».
Не зважаючи на докладені зусилля, митрополит не зміг серйозно протидіяти розповсюдженню в своїй єпархії протестантизму, особливо кальвінізму, якому співчував навіть король. Майже 600 дворянських родин Новогрудського воєводства Київської митрополії перейшли в протестантизм.
Як людина практична Сильвестр умів знаходити собі покровителів при дворі короля, не соромився переслідувати власні корисливі цілі: від своїх намісників і урядників відкрито вимагав, щоб вони збирали і висилали йому данину й доходи з підданих селян.
Помер митрополит Сильвестр 1568 року.